# Nati nel 1994/Giugno
| Questa pagina contiene informazioni ricavate automaticamente dalle voci biografiche con l'ausilio del template Bio e di un bot. L'aggiornamento è periodico e automatico e ricostruisce completamente la pagina. Se manca una persona in questa lista, sei pregato di non aggiungerla, ma accertati piuttosto che la sua voce biografica contenga il template Bio e che i dati anagrafici siano correttamente compilati. Se il template Bio manca, inseriscilo tu stesso o, in alternativa, metti l'avviso {{tmp\|Bio}} che ne segnala la mancanza. Se i dati riportati sono sbagliati, correggi direttamente la voce biografica; le modifiche saranno visibili in questa lista entro pochi giorni. Per chiarimenti vedi il progetto biografie. La lista contiene solo le 451 persone che sono citate nell'enciclopedia e per le quali è stato implementato correttamente il template Bio. Pagina aggiornata al 18 ago 2025. |

- 1º giugno - Mohamed Abdelmawgoud, judoka egiziano
- 1º giugno - Patrick Burgener, snowboarder svizzero
- 1º giugno - Lucas Colitto, calciatore argentino
- 1º giugno - Giorgian De Arrascaeta, calciatore uruguaiano
- 1º giugno - Mehmet Dolas, taekwondoka turco
- 1º giugno - Andrea Elia, fondista di corsa in montagna italiano
- 1º giugno - Sarita Gayakwad, velocista e ostacolista indiana
- 1º giugno - Ella-Maria Gollmer, attrice tedesca
- 1º giugno - Angharad James, calciatrice gallese
- 1º giugno - Dawn, cantante e rapper sudcoreano
- 1º giugno - Elijah McGuire, giocatore di football americano statunitense
- 1º giugno - Codi Miller-McIntyre, cestista statunitense
- 1º giugno - Atsu Nyamadi, multiplista e triplista ghanese
- 1º giugno - Joris van Overeem, calciatore olandese
- 1º giugno - Bradley Pinion, giocatore di football americano statunitense
- 1º giugno - Harold Preciado, calciatore colombiano
- 1º giugno - Robert Páez, tuffatore venezuelano
- 1º giugno - Gelvis Solano, cestista statunitense
- 2 giugno - Álvaro de Arriba, mezzofondista spagnolo
- 2 giugno - Zoran Arsenić, calciatore croato
- 2 giugno - Yacouba Camara, rugbista a 15 francese
- 2 giugno - Rodrigo Contreras, ciclista su strada colombiano
- 2 giugno - Mohammed Darweesh, calciatore palestinese
- 2 giugno - Matteo Di Gennaro, calciatore italiano
- 2 giugno - Germain Ifedi, giocatore di football americano statunitense
- 2 giugno - Eric Jacobsen, cestista statunitense
- 2 giugno - Inge Jansen, tuffatrice olandese
- 2 giugno - Dīmītrīs Kōnstantinidīs, calciatore greco
- 2 giugno - Jonatan Lucca, calciatore brasiliano
- 2 giugno - Jemma McKenzie-Brown, attrice britannica
- 2 giugno - Mohamed Mezghrani, calciatore belga
- 2 giugno - Roniel da Silva Costa, calciatore brasiliano
- 2 giugno - Ronnie Stanley, giocatore di football americano statunitense
- 2 giugno - Egor Šamov, calciatore russo
- 3 giugno - Germán Conti, calciatore argentino
- 3 giugno - Kadell Daniel, calciatore guyanese
- 3 giugno - Thomas Dasquet, calciatore francese
- 3 giugno - Bethany England, calciatrice inglese
- 3 giugno - Martín González, calciatore uruguaiano
- 3 giugno - Prince Ibeh, cestista statunitense
- 3 giugno - Sofija Jaremčuk, maratoneta ucraina
- 3 giugno - Allan Kateregga, calciatore ugandese
- 3 giugno - Christopher O'Connell, tennista australiano
- 3 giugno - Larry Ogunjobi, giocatore di football americano statunitense
- 3 giugno - Ville Pokka, hockeista su ghiaccio finlandese
- 3 giugno - Piero Sfiligoi, canottiere italiano
- 3 giugno - Anne Winters, attrice statunitense
- 4 giugno - Wílmer Azofeifa, calciatore costaricano
- 4 giugno - Julien Cagnina, tennista belga
- 4 giugno - Alexandre De Bruyn, calciatore belga
- 4 giugno - Junior Etou, cestista della Repubblica del Congo
- 4 giugno - Nicolás Illoro, attore spagnolo
- 4 giugno - Jesse James, giocatore di football americano statunitense
- 4 giugno - Oleksij Larin, calciatore ucraino
- 4 giugno - Valentin Lavigne, calciatore francese
- 4 giugno - Leandro Emmanuel Martínez, calciatore argentino
- 4 giugno - Eilidh McIntyre, velista britannica
- 4 giugno - Mamadou Niass, calciatore mauritano
- 4 giugno - Aaron Samuel, calciatore nigeriano
- 4 giugno - Lorenzo, rapper francese
- 4 giugno - Nathaniel Tuamoheloa, lottatore samoano americano
- 4 giugno - Tomislav Valentić, calciatore croato
- 4 giugno - Diego Viera, calciatore uruguaiano
- 4 giugno - Tiago da Rocha Vieira Alves, calciatore brasiliano († 2016)
- 5 giugno - Dan-Axel Grahn, ex sciatore alpino svedese
- 5 giugno - Jérôme Guihoata, calciatore camerunese
- 5 giugno - Rabia Güleç, taekwondoka tedesca
- 5 giugno - Katharine Irwin, ex sciatrice alpina statunitense
- 5 giugno - Danny Isidora, giocatore di football americano statunitense
- 5 giugno - Mehryn Kraker, cestista e allenatrice di pallacanestro statunitense
- 5 giugno - Petra Olli, lottatrice finlandese
- 5 giugno - Edward Ravasi, ciclista su strada italiano
- 5 giugno - Kasey Shepherd, cestista statunitense
- 5 giugno - Shavon Shields, cestista statunitense
- 5 giugno - Arianna Talamona, nuotatrice italiana
- 5 giugno - Sauli Väisänen, calciatore finlandese
- 5 giugno - Robin Walter, attore tedesco
- 6 giugno - Maro Đuraš, giocatore di calcio a 5 croato
- 6 giugno - Peder Dahlum Eide, ex sciatore alpino norvegese
- 6 giugno - Serhij Hryn', calciatore ucraino
- 6 giugno - Elena Mamedova, bobbista e ex velocista russa
- 6 giugno - Elvis Mashike, calciatore congolese (Repubblica Democratica del Congo)
- 6 giugno - David Michineau, cestista francese
- 6 giugno - Nasiru Mohammed, calciatore ghanese
- 6 giugno - Grigorij Morozov, calciatore russo
- 6 giugno - Yvon Mvogo, calciatore camerunese
- 6 giugno - Gakuto Notsuda, calciatore giapponese
- 6 giugno - Maxence Parrot, ex snowboarder canadese
- 6 giugno - Pihlaja, cantante finlandese
- 6 giugno - Jenny Rissveds, mountain biker, ciclista su strada e ciclocrossista svedese
- 6 giugno - Yancarlos Rodríguez, cestista dominicano
- 7 giugno - Aleksandar Bjelica, calciatore serbo
- 7 giugno - Gavin Leatherwood, attore statunitense
- 7 giugno - Aaron Pierre, attore britannico
- 7 giugno - Sergio Quiroga, calciatore argentino
- 7 giugno - Bernhard Reitshammer, nuotatore austriaco
- 7 giugno - Gianni Rodríguez, calciatore uruguaiano
- 7 giugno - Sharaf Eldin Shiboub, calciatore sudanese
- 7 giugno - Məqsəd İsayev, calciatore azero
- 8 giugno - Eden Ben Zaken, cantante israeliana
- 8 giugno - Anthony Boyle, attore britannico
- 8 giugno - Jonny Hill, rugbista a 15 britannico
- 8 giugno - Ana Jelenčić, calciatrice croata
- 8 giugno - Salomé Kora, velocista svizzera
- 8 giugno - Daniele Liotti, calciatore italiano
- 8 giugno - Raúl Loaiza, calciatore colombiano
- 8 giugno - Ezequiel Montagna, calciatore argentino
- 8 giugno - Liv Morgan, wrestler statunitense
- 8 giugno - Allison Reed, danzatrice su ghiaccio statunitense
- 8 giugno - Tyler Wallasch, sciatore freestyle statunitense
- 8 giugno - Yu Yangyi, scacchista cinese
- 8 giugno - Eleonora Zanetti, ex cestista italiana
- 9 giugno - Ousmane Ahmeye Zeidine, ex calciatore nigerino
- 9 giugno - Owen Campbell, attore statunitense
- 9 giugno - Keisha Grey, attrice pornografica statunitense
- 9 giugno - Gabriele Cimini, schermidore italiano
- 9 giugno - Viktor Fischer, ex calciatore danese
- 9 giugno - Petros Geromichalos, cestista greco
- 9 giugno - Elías José Gómez, calciatore argentino
- 9 giugno - Marcell Harris, giocatore di football americano statunitense
- 9 giugno - Wilson Idemudia, ex giocatore di football americano svizzero
- 9 giugno - Lee Hye-ri, cantante e attrice sudcoreana
- 9 giugno - Dean Lowry, giocatore di football americano statunitense
- 9 giugno - Erik Lynch, combinatista nordico statunitense
- 9 giugno - Iván Márquez Álvarez, calciatore spagnolo
- 9 giugno - Isaiah Miles, cestista statunitense
- 9 giugno - Peter Mwaniki Aila, mezzofondista keniota
- 9 giugno - Majed Osman, calciatore libanese
- 9 giugno - Ognjen Ožegović, calciatore serbo
- 9 giugno - Alexander Schmid, sciatore alpino tedesco
- 9 giugno - Francesco Urso, calciatore italiano
- 10 giugno - Elnur Abduraimov, pugile uzbeko
- 10 giugno - Camilla Mancini, schermitrice italiana
- 10 giugno - Thomas Prenn, attore italiano
- 10 giugno - Deonna Purrazzo, wrestler statunitense
- 10 giugno - Stephanie Ribeiro, calciatrice statunitense
- 10 giugno - Philip Roller, calciatore tedesco
- 10 giugno - Kaylin Squyres, pallavolista statunitense
- 10 giugno - Tyrone Wallace, cestista statunitense
- 10 giugno - Yang Jian, tuffatore cinese
- 11 giugno - Ivana Baquero, attrice e modella spagnola
- 11 giugno - Gil Burón, ex calciatore messicano
- 11 giugno - Federico Cecon, ex saltatore con gli sci italiano
- 11 giugno - Jessica Fox, canoista australiana
- 11 giugno - Víctor Hugo García, calciatore venezuelano
- 11 giugno - Tomasz Kędziora, calciatore polacco
- 11 giugno - Luke Letcher, canottiere australiano
- 11 giugno - Patrik Macej, calciatore ceco
- 11 giugno - Maximiliano Moreira, calciatore uruguaiano
- 11 giugno - Felix Reisacher, giocatore di football americano austriaco
- 11 giugno - Luca Sosa, calciatore argentino
- 11 giugno - Esther Yoo, violinista statunitense
- 11 giugno - Saverio Zini, ex biatleta italiano
- 11 giugno - Uladzislaŭ Žuk, calciatore bielorusso
- 12 giugno - Miles Johnson, pallavolista statunitense
- 12 giugno - Lydia Grace Jordan, attrice statunitense
- 12 giugno - Patryk Lipski, calciatore polacco
- 12 giugno - Gor Malak'yan, calciatore armeno
- 12 giugno - Mychal Mulder, cestista canadese
- 12 giugno - Şahruddin Məhəmmədəliyev, calciatore azero
- 12 giugno - Gatoch Panom, calciatore etiope
- 12 giugno - Trevor Thompson, cestista statunitense
- 12 giugno - Don Toliver, rapper e cantante statunitense
- 12 giugno - JaCorey Williams, cestista statunitense
- 12 giugno - Carolle Zahi, velocista francese
- 13 giugno - Shūto Andō, cestista giapponese
- 13 giugno - James Faiva, rugbista a 15 tongano
- 13 giugno - Paulo Ricardo Ferreira, calciatore brasiliano
- 13 giugno - Dhanpal Ganesh, calciatore indiano
- 13 giugno - Stefan Glogovac, cestista bosniaco
- 13 giugno - Mickey van der Hart, calciatore olandese
- 13 giugno - Mpho Kgaswane, calciatore botswano
- 13 giugno - David King, ostacolista britannico
- 13 giugno - Arianna Losano, giocatrice di curling italiana
- 13 giugno - Park Ji-soo, calciatore sudcoreano
- 13 giugno - Zhang Yanquan, tuffatore cinese
- 13 giugno - Itzhak de Laat, pattinatore di short track olandese
- 14 giugno - Shafik Batambuze, calciatore ugandese
- 14 giugno - Vernon Butler, giocatore di football americano statunitense
- 14 giugno - Andrew Chrabascz, allenatore di pallacanestro e ex cestista statunitense
- 14 giugno - Federico Di Francesco, calciatore italiano
- 14 giugno - Sean Draper, ex giocatore di football americano statunitense
- 14 giugno - Krisztián Géresi, calciatore ungherese
- 14 giugno - Romain Habran, calciatore francese
- 14 giugno - Adam Henley, calciatore gallese
- 14 giugno - Tanoh Kpassagnon, giocatore di football americano statunitense
- 14 giugno - Andrej Krasnov, fondista russo
- 14 giugno - Lauren LaVera, attrice statunitense
- 14 giugno - Moon Tae-il, cantante sudcoreano
- 14 giugno - Mothobi Mvala, calciatore sudafricano
- 14 giugno - Pauleta, giocatore di calcio a 5 portoghese
- 14 giugno - Deryk Ramos, cestista brasiliano
- 14 giugno - Ali Sowe, calciatore gambiano
- 14 giugno - Alimkhan Syzdykov, lottatore kazako
- 14 giugno - Nick Townsend, calciatore antiguo-barbudano
- 14 giugno - Mašan Vrbica, cestista montenegrino
- 14 giugno - Masaru Yamada, schermidore giapponese
- 15 giugno - Khamica Bingham, velocista canadese
- 15 giugno - Giulia Bona, ex cestista italiana
- 15 giugno - Nevena Božović, cantante serba
- 15 giugno - Alice Englert, attrice australiana
- 15 giugno - Virjilio Griggs, velocista panamense
- 15 giugno - Lukas Görtler, calciatore tedesco
- 15 giugno - Rina Hidaka, attrice e doppiatrice giapponese
- 15 giugno - Valentin Jacob, calciatore francese
- 15 giugno - Vincent Janssen, calciatore olandese
- 15 giugno - Lee Kiefer, schermitrice statunitense
- 15 giugno - Jessie Knight, ostacolista e velocista britannica
- 15 giugno - Dominik Mavra, cestista croato
- 15 giugno - Brandon McBride, mezzofondista canadese
- 15 giugno - Jhan Paul Mejía, cestista colombiano
- 15 giugno - Valerij Pronkin, martellista russo
- 15 giugno - Dániel Prosser, calciatore ungherese
- 15 giugno - Sebas Saiz, cestista spagnolo
- 15 giugno - Sebastian Santin, calciatore austriaco
- 15 giugno - Kateryna Tabašnyk, altista ucraina
- 15 giugno - Stephanie Talbot, cestista australiana
- 15 giugno - Iñaki Williams, calciatore spagnolo
- 15 giugno - Yussuf Poulsen, calciatore danese
- 15 giugno - Evgenij Žerbaev, lottatore russo
- 16 giugno - Oren Biton, calciatore israeliano
- 16 giugno - Marina Brunello, scacchista italiana
- 16 giugno - Nicola Cuccovillo, pallanuotista italiano
- 16 giugno - Jakub Kowalewski, slittinista polacco
- 16 giugno - Caitlyn Taylor Love, cantante e attrice statunitense
- 16 giugno - Dušan Mandić, pallanuotista serbo
- 16 giugno - Mara Marchizotti, cestista argentina
- 16 giugno - Lewis Macleod, ex calciatore scozzese
- 16 giugno - Ryōhei Michibuchi, calciatore giapponese
- 16 giugno - Vito Minei, marciatore italiano
- 16 giugno - Brian Mwila, calciatore zambiano
- 16 giugno - Kotuku Ngawati, nuotatrice australiana
- 16 giugno - Soma Novothny, calciatore ungherese
- 16 giugno - Brayan Ramírez, calciatore honduregno
- 16 giugno - Rezar, wrestler e ex artista marziale misto albanese
- 16 giugno - Alfonso Emilio Sánchez, calciatore messicano
- 16 giugno - Klára Vojtíková, cestista ceca
- 17 giugno - Manuel Arteaga, calciatore venezuelano
- 17 giugno - Martín Benítez, calciatore argentino
- 17 giugno - Emil Bergkvist, pilota di rally svedese
- 17 giugno - Vanessa Clerveaux, ostacolista haitiana
- 17 giugno - Amari Cooper, giocatore di football americano statunitense
- 17 giugno - Dang Yifei, goista cinese
- 17 giugno - Aimé De Gendt, ciclista su strada belga
- 17 giugno - Rodrigo Dourado, calciatore brasiliano
- 17 giugno - Gu Sung-yun, calciatore sudcoreano
- 17 giugno - Nicolás Herranz, calciatore argentino
- 17 giugno - Mimosa Jallow, nuotatrice finlandese
- 17 giugno - Iryna Kuračkina, lottatrice bielorussa
- 17 giugno - Streli Mamba, calciatore tedesco
- 17 giugno - Marcos Vinicius Amaral Alves, calciatore brasiliano
- 17 giugno - Michael Messner, ex hockeista su ghiaccio italiano
- 17 giugno - Hajer Mustapha, taekwondoka francese
- 17 giugno - Didier Ibrahim N'Dong, calciatore gabonese
- 17 giugno - RiskyKidd, rapper britannico
- 17 giugno - Kubilay Sönmez, calciatore tedesco
- 17 giugno - Jiordan Tolli, cantante e attrice australiana
- 17 giugno - Issahaku Yakubu, calciatore ghanese
- 17 giugno - Ece Yaşar, attrice turca
- 17 giugno - Michal Čekovský, cestista slovacco
- 18 giugno - Peyton Alex Smith, attore statunitense
- 18 giugno - Christian Gamarino, pilota motociclistico italiano
- 18 giugno - Henna-Riikka Honkanen, calciatrice finlandese
- 18 giugno - Arcëm Hurėnka, calciatore bielorusso
- 18 giugno - Takuya Iwanami, calciatore giapponese
- 18 giugno - Takeoff, rapper statunitense († 2022)
- 18 giugno - Claire Lavogez, calciatrice francese
- 18 giugno - Rostyslav Lazarenko, aviatore e militare ucraino
- 18 giugno - Liang Rui, marciatrice cinese
- 18 giugno - Fabian Liebig, pentatleta tedesco
- 18 giugno - Álvaro Martín, marciatore spagnolo
- 18 giugno - Sean McMahon, rugbista a 15 australiano
- 18 giugno - Filippo Mondelli, canottiere italiano († 2021)
- 18 giugno - Flavia Nasella, multiplista italiana
- 18 giugno - Andrew Rowsey, cestista statunitense
- 18 giugno - Tamara Seda, cestista mozambicana
- 18 giugno - Rafael L. Silva, attore brasiliano
- 18 giugno - Prarthana Thombare, tennista indiana
- 18 giugno - Cătălin Țîră, calciatore rumeno
- 18 giugno - Lucas Tripodi, giocatore di calcio a 5 argentino
- 18 giugno - Justin Tuoyo, cestista statunitense
- 18 giugno - Bárbara Vélez, attrice e modella argentina
- 19 giugno - Jaine Barreiro, calciatore colombiano
- 19 giugno - Damien Bouquet, cestista francese
- 19 giugno - Lucas Crispim, calciatore brasiliano
- 19 giugno - Brittany Elmslie, ex nuotatrice australiana
- 19 giugno - Artemi Gavezou, ginnasta spagnola
- 19 giugno - Jin Ha, attore sudcoreano
- 19 giugno - Frane Ikić, calciatore croato
- 19 giugno - Vladyslav Klymenko, calciatore ucraino
- 19 giugno - Scarlxrd, rapper, cantante e cantautore britannico
- 19 giugno - Derrick Nsibambi, calciatore ugandese
- 19 giugno - Miguel Filipe Nunes Cardoso, calciatore portoghese
- 19 giugno - Angelika Slamová, cestista slovacca
- 19 giugno - Alexander Slaught, pallavolista statunitense
- 19 giugno - Nelson Soto, ciclista su strada colombiano
- 19 giugno - Luis Vega, pallavolista portoricano
- 19 giugno - Mahmoud Wahid, calciatore egiziano
- 19 giugno - Ala Zoghlami, siepista e mezzofondista italiano
- 19 giugno - Osama Zoghlami, siepista e mezzofondista italiano
- 20 giugno - Daniel Alexander, calciatore eritreo
- 20 giugno - Ameryst Alston, cestista statunitense
- 20 giugno - Krystian Gryglewski, schermidore polacco
- 20 giugno - Sarah Köhler, ex nuotatrice tedesca
- 20 giugno - Ivan Marković, calciatore serbo
- 20 giugno - Vanja Marković, calciatore serbo
- 20 giugno - Matteo Medves, judoka italiano
- 20 giugno - Teyvon Myers, cestista statunitense
- 20 giugno - Younes Namli, calciatore danese
- 20 giugno - David Nikolli, mezzofondista albanese
- 20 giugno - Baptiste Serin, rugbista a 15 francese
- 20 giugno - Haris Tabaković, calciatore bosniaco
- 20 giugno - Tai Tzu-ying, giocatrice di badminton taiwanese
- 20 giugno - Sananthachat Thanapatpisal, attrice thailandese
- 20 giugno - Vesta, cantante finlandese
- 20 giugno - Sage Watson, ostacolista e velocista canadese
- 20 giugno - Erick Wiemberg, calciatore cileno
- 21 giugno - Eric Ensing, ex pallavolista statunitense
- 21 giugno - Başak Eraydın, tennista turca
- 21 giugno - Dmytro Fatjejev, calciatore ucraino
- 21 giugno - Evans Kangwa, calciatore zambiano
- 21 giugno - Corey Kent, cantante statunitense
- 21 giugno - Chisato Okai, cantante giapponese
- 21 giugno - Benjamin Patch, pallavolista statunitense
- 21 giugno - Laure Sansus, rugbista a 15 francese
- 21 giugno - Yonas Seleman, calciatore eritreo
- 21 giugno - Tonny Trocha, cestista colombiano
- 22 giugno - Akasha Bashir, pakistano († 2015)
- 22 giugno - Helge Baues, ex cestista tedesco
- 22 giugno - Carlinhos, calciatore brasiliano
- 22 giugno - Luiz Felipe Domingues, giocatore di football americano brasiliano
- 22 giugno - Sébastien Haller, calciatore francese
- 22 giugno - Adam Johnson, hockeista su ghiaccio statunitense († 2023)
- 22 giugno - Breanna Lewis, ex cestista statunitense
- 22 giugno - Louta, cantante e musicista argentino
- 22 giugno - Jordan Mathews, cestista statunitense
- 22 giugno - Wayne McCullough, cestista statunitense
- 22 giugno - Christophe Nduwarugira, calciatore burundese
- 22 giugno - Tjaša Oder, ex nuotatrice slovena
- 22 giugno - Teddy Quinlivan, modella statunitense
- 22 giugno - Oliver Silverholt, calciatore svedese
- 22 giugno - Tomas Švedkauskas, calciatore lituano
- 22 giugno - Melissa Venturini, calciatrice italiana
- 22 giugno - Damla Çakıroğlu, pallavolista turca
- 23 giugno - Labinot Arapi, giocatore di football americano svizzero
- 23 giugno - Gabriele Casella, artista marziale italiano
- 23 giugno - Marcus Fraser, calciatore scozzese
- 23 giugno - Najib Gandi, calciatore francese
- 23 giugno - Nikita Gluškov, calciatore russo
- 23 giugno - João Camacho, calciatore portoghese
- 23 giugno - Connor Jessup, attore, sceneggiatore e regista canadese
- 23 giugno - Jung Ho-yeon, modella e attrice sudcoreana
- 23 giugno - Roger Martínez, calciatore colombiano
- 23 giugno - Higor Meritão, calciatore brasiliano
- 23 giugno - Aleksandr Tašaev, ex calciatore russo
- 23 giugno - Ekaterina Vedeneeva, ginnasta russa
- 23 giugno - David Vega Hernández, tennista spagnolo
- 24 giugno - Karim Aribi, calciatore algerino
- 24 giugno - Romario Barthéléry, calciatore francese
- 24 giugno - Mitch Evans, pilota automobilistico neozelandese
- 24 giugno - Ruth Hamblin, cestista canadese
- 24 giugno - Hyon Il-myong, tuffatore nordcoreano
- 24 giugno - Fiston Kalala Mayele, calciatore della Repubblica Democratica del Congo
- 24 giugno - Peni Kitiona, calciatore samoano
- 24 giugno - Cashanova Bulhar, rapper ceco
- 24 giugno - Cadete, calciatore spagnolo
- 24 giugno - Stefan Mihajlović, ex calciatore serbo
- 24 giugno - Erin Moriarty, attrice statunitense
- 24 giugno - Nicole Muñoz, attrice canadese
- 24 giugno - Nicolás Quijera, giavellottista spagnolo
- 24 giugno - Ali Sabeh, calciatore libanese
- 24 giugno - Leandro Sosa, calciatore uruguaiano
- 24 giugno - Przemysław Szymiński, calciatore polacco
- 24 giugno - Matt Turner, calciatore statunitense
- 24 giugno - Diogo Ventura, cestista portoghese
- 24 giugno - Lily Williams, ciclista su strada, pistard e ciclocrossista statunitense
- 25 giugno - Oleksandr Andrijevs'kyj, calciatore ucraino
- 25 giugno - José Bizama, calciatore cileno
- 25 giugno - Gerald Everett, giocatore di football americano statunitense
- 25 giugno - Egor Krid, rapper e cantante russo
- 25 giugno - Kenny Lawler, giocatore di football americano statunitense
- 25 giugno - Jason Naismith, calciatore scozzese
- 25 giugno - Lauren Price, pugile, kickboxer e ex calciatrice gallese
- 26 giugno - Joseph Amoah, calciatore ghanese
- 26 giugno - Hollie Arnold, atleta paralimpica britannica
- 26 giugno - Musefiu Ashiru, ex calciatore nigeriano
- 26 giugno - Catherine Beauchemin-Pinard, judoka canadese
- 26 giugno - Churšed Beknazarov, calciatore tagiko
- 26 giugno - Donte Brangman, calciatore britannico
- 26 giugno - Adri Castellano, calciatore spagnolo
- 26 giugno - Vincent Cottier, giocatore di football americano svizzero
- 26 giugno - Václav Jurečka, calciatore ceco
- 26 giugno - Jessica Parratto, tuffatrice statunitense
- 26 giugno - Makhmudjon Shavkatov, lottatore uzbeko
- 26 giugno - Kizo, rapper polacco
- 27 giugno - Saniya Chong, ex cestista statunitense
- 27 giugno - Ronaldo Henrique Ferreira da Silva, calciatore brasiliano
- 27 giugno - Joséphine Forni, ex sciatrice alpina francese
- 27 giugno - David Higgins, tiratore a volo statunitense
- 27 giugno - Mitchell Hope, attore australiano
- 27 giugno - Brice Johnson, cestista statunitense
- 27 giugno - Ifeanyi Otuonye, lunghista e velocista
- 27 giugno - Linn Persson, biatleta svedese
- 27 giugno - Dylan Thomas, ex snowboarder statunitense
- 27 giugno - Lorenzo Uglietti, cestista italiano
- 27 giugno - Anita Wagner, tennista bosniaca
- 27 giugno - Trevor Weiskircher, allenatore di pallavolo e ex pallavolista statunitense
- 27 giugno - Daryl Werker, calciatore olandese
- 27 giugno - Wu Tongtong, cestista cinese
- 27 giugno - Klemen Šturm, calciatore sloveno
- 28 giugno - Gian Luca Barandun, sciatore alpino svizzero († 2018)
- 28 giugno - Anastasija Bliznjuk, ginnasta russa
- 28 giugno - Juan Cavallaro, calciatore argentino
- 28 giugno - Trévor Clévenot, pallavolista francese
- 28 giugno - Maëva Coucke, modella francese
- 28 giugno - Alessio Cragno, calciatore italiano
- 28 giugno - Anish Giri, scacchista olandese
- 28 giugno - Miloš Janković, cestista serbo
- 28 giugno - Elis Ligtlee, ex pistard olandese
- 28 giugno - Josip Mišić, calciatore croato
- 28 giugno - Chioma Onyekwere, discobola nigeriana
- 28 giugno - RIN, rapper tedesco
- 28 giugno - Marco Thaler, calciatore svizzero
- 28 giugno - Marta Verona, cestista italiana
- 28 giugno - Husayn ibn 'Abd Allah, principe giordano
- 28 giugno - Sai van Wermeskerken, calciatore olandese
- 29 giugno - Baptiste Aloé, calciatore francese
- 29 giugno - Elina Born, cantante estone
- 29 giugno - Hidajet Hankić, calciatore bosniaco
- 29 giugno - Chris Horton, cestista statunitense
- 29 giugno - Iván López Álvarez, calciatore spagnolo
- 29 giugno - Łukasz Kaczmarek, pallavolista polacco
- 29 giugno - Camila Mendes, attrice statunitense
- 29 giugno - Vaspowrak Minasyan, calciatore armeno
- 29 giugno - Alysha Newman, astista canadese
- 29 giugno - Leandro Paredes, calciatore argentino
- 29 giugno - Caroline Powell, sciatrice alpina britannica
- 29 giugno - Max Røisland, ex sciatore alpino norvegese
- 29 giugno - Lis Shoshi, cestista kosovaro
- 29 giugno - Jonathan Silva, calciatore argentino
- 29 giugno - Alexander Thury, giocatore di football americano austriaco
- 30 giugno - Jonathan Bolingi, calciatore congolese (Repubblica Democratica del Congo)
- 30 giugno - Stefan Fundić, cestista serbo
- 30 giugno - Nate Hairston, giocatore di football americano statunitense
- 30 giugno - Igor' Kanygin, cestista russo
- 30 giugno - Kwon Chang-hoon, calciatore sudcoreano
- 30 giugno - Aristote Mboma, ex calciatore congolese (Repubblica Democratica del Congo)
- 30 giugno - Emmanuel Mensah, calciatore ghanese
- 30 giugno - Sebastian Negri, rugbista a 15 italiano
- 30 giugno - Arianna Pezzotti, calciatrice italiana
- 30 giugno - Von Wagner, wrestler statunitense